# 京阪商会
有限会社京阪商会（けいはんしょうかい）は、岡田明らによって設立された日本のテレビ（ドラマやバラエティ番組）・映画などを対象とした、持道具のリース会社である。
関西地区のテレビ局の番組に関しては、京都営業所（京都府京都市）が担当している。
京阪電気鉄道など京阪グループとは関係がない。
現在の代表取締役社長の市口正明は共同創業者の長男にあたり、前代表取締役社長岡田正彦は創業者岡田明の長男にあたる。
代表取締役社長は創業者および共同創業者による世襲制で引き継がれている。
『とんねるずのみなさんのおかげでした』（フジテレビ）から生まれた音楽ユニット野猿の一員に京阪商会の網野高久がいる。
代表的なリース実績としては、『男はつらいよ』の渥美清演じる寅さんが持っているカバンなどがある。

## 註
1. ↑  “会社案内”.   有限会社京阪商会. 2012年3月9日閲覧。
2. ↑  帽子・履物・鞄・アクセサリーなど、衣裳以外で役者が身に付けるもの。